# 박이영
박이영 (1994년 6월 29일 ~ )은 대한민국의 축구 선수이다. 현재 카야 FC에서 활약하고 있다.